# Marcus Lucretius Peregrinus
Marcus Lucretius Peregrinus (vollständige Namensform Marcus Lucretius Quirina Peregrinus) war ein im 1. oder 2. Jahrhundert n. Chr. lebender Angehöriger des römischen Ritterstandes (Eques). Durch eine Inschrift, die in Tarraco gefunden wurde, sind einzelne Stationen seiner Laufbahn bekannt.
Peregrinus begann seine militärische Laufbahn als Centurio in der Legio I Minervia pia fidelis, die ihr Hauptlager in Bonna in der Provinz Germania inferior hatte. Danach wurde er in die Legio III Cyrenaica versetzt, die ihr Hauptlager im 1. Jahrhundert in Alexandria in der Provinz Aegyptus und ab ca. 120/127 in Bostra in Arabia hatte. Im Anschluss wurde er Kommandeur (Praefectus) der Cohors IIII Lingonum, die von 98 bis 158 durch Militärdiplome in der Provinz Britannia belegt ist. Nach Beendigung seiner militärischen Laufbahn wurde er in Tarraco zum Stadtrat (Decurio) gewählt.
Peregrinus war in der Tribus Quirina eingeschrieben. Der Grabstein mit der Inschrift wurde von seiner Freigelassenen Lucretia Eucarpia errichtet.

## Laufbahn
Die oben angegebene Reihenfolge der einzelnen Stationen seiner Laufbahn folgt der Real Academia de la Historia (RAH) und damit der Reihenfolge in der Inschrift. James Robert Summerly hält es dagegen für wahrscheinlich, dass Peregrinus zuerst als Kommandeur der Cohors IIII Lingonum diente und danach seine militärische Laufbahn als Centurio in der Legio I Minervia fortführte; er führt als weitere Beispiele Lucius Terentius Rufus und Gaius Sulpicius Ursulus an, die ebenfalls zunächst Kommandeure von Auxiliareinheiten waren, bevor sie ihre militärische Laufbahn als Centurio in der Legio I Minervia fortsetzten. Laut John Spaul tendiert Hubert Devijver ebenfalls dazu, dass Peregrinus zunächst Kommandeur der Kohorte war, bevor er als Centurio in den beiden Legionen diente; Spaul geht davon aus, dass die Stationen der Laufbahn in der Inschrift in aufsteigender Reihenfolge angegeben sind.

## Datierung
James Robert Summerly datiert die Laufbahn in einen Zeitraum zwischen 96 und 200. Die RAH geht davon aus, dass Peregrinus im 2. Jahrhundert geboren wurde.